# Delia ismayi
Delia ismayi este o specie de muște din genul Delia, familia Anthomyiidae, descrisă de Ackland în anul 2008. Conform Catalogue of Life specia Delia ismayi nu are subspecii cunoscute.